# 久保田和泉

久保田 和泉 （くぼた・いずみ、1986年（昭和61年）3月27日- ） は日本の女優・モデル。
本名同じ、愛称は「いずみん」。身長167cm。所属事務所はフリーランス。血液型AB型。神奈川県横浜市出身。

## 来歴
2006年、ヒラタオフィスの新人研修部門フラッシュアップに入所し、2年間の所属を経て退所後フリーランスに。
2009年、『花物語 〜the story of flowers〜』で、白血病のヒロイン役を演じ映画デビュー。
2015年、岐阜県岐阜市・柳ヶ瀬商店街の町おこし企画『柳ヶ瀬の黒い偶像<アイドル>は誰だ？ 口裂け女オーディション』でグランプリを受賞。2019年までの5年間、夏季限定開催のお化け屋敷で口裂け女役を務めながら「口裂けいずみ」の名で地域のイベントやTV、ラジオ等への出演、路上ライブ等で活動。
過去に東京ジョイポリスのホラーアトラクションで貞子役を演じていた経験があり、オーディションでは「怖い動きをして」という審査員からのお題にロングヘアを振り乱し裸足で床を這い回る“貞子の動き”を披露。お化け屋敷のプロデューサーでオカルト研究家の山口敏太郎から絶賛を受ける。
2015年〜2020年、ニコ生チャンネル（のちにAbemaTVfresh!に移行）にて、隔週生放送の映画番組『k-station movie』にレギュラーアシスタントMCとして出演。
2019年、DROP式第弐解公演『メーデー、トラベル！』で舞台演劇デビュー。過去編、現在編、未来編からなる三部作の<現在編>に出演し、初舞台にして初主演に抜擢。
2020年より、中野や新宿などで定期開催される若手お笑いライブやものまねライブ等でMCとして司会進行役を務めている。

## 人物
- 神奈川県横浜市生まれだが母親が岐阜県岐阜市の出身で、家庭の事情により幼少期から横浜と岐阜を行ったり来たりして育つ。
- 趣味は映画鑑賞、スポーツ観戦、旅行。特技は美術と料理。食生活アドバイザーの資格を所持。
- 中学生の頃からミニシアターを中心に映画館に通い、多い時で年間234本の作品を鑑賞。オールジャンル観るが特に香港映画を始めとするアジア映画とジャパニーズホラー、ロマンティックコメディが好き。
- 高校卒業後はずっと映画館でアルバイトをしていた。
- 好きな女優はオードリー・ヘップバーンとチョン・ジヒョン。高校時代に観た映画『猟奇的な彼女』がきっかけで朝鮮語に興味を持ち、7年ほど独学し2013年に単身渡韓。日本語の家庭教師のアルバイトをしながら語学留学生として弘益大学校国際言語教育院に通い、帰国後は羽田空港や東京タワーで朝鮮語対応スタッフとして勤務していた。韓国語能力試験（TOPIK） 3級所持。
- 広島カープとサンフレッチェ広島の大ファンで、関東の球場に度々観戦に訪れる。年に数回は本拠地広島にも足を運ぶが、本人曰く広島には縁もゆかりも無い。
- 小学校時代はアニメ『スラムダンク』の影響でバスケットボール部に所属。レイアップシュートを得意としていた。
- 好きな写真家は蜷川実花。
- ボキャブラ時代からのお笑い好きで、吉本新喜劇のファン。大阪のなんばグランド花月まで観劇に訪れる事もある。好きな座員は小寺真理。2017年開催の「吉本新喜劇 金の卵オーディション9個目」では面接を突破し三次審査まで勝ち進むが、三次審査の日程が東京での仕事と被ってしまい辞退。
- 年に何度もパークを訪れるディズニー好き。好きなキャラクターはミニーマウスと、『トイ・ストーリー』のジェシー（友人から「顔が似ている」と言われたため）。
- 好きな歌手はcocco。

## 出演

### 映画
- 花物語～the story of flowers～（2009年）-美加役
- カレイドスコープ／闇に落ちる（2009年）-相原美佐役
- 嘘つく男はよくしゃべる（2009年）-妻役
- スカーフェイス（2009年）-ヒロイン役
- 親孝行入門シリーズ29話～カッパ狩り騒動編～（2009年）-かわいこちゃん役
- 青空の行方（2009年）-主演* 竹下さゆり役
- リストラX（2009年）-女子役
- 脇役物語（2010年）-記者役
- あじさい（2010年）-エミリー役
- シルバーペンシル（2010年）-主演
- le prelude（2010年）-主演 ひな役
- 4探。／TANTHEI（2010)-劉美麗役
- 自転車に乗って（2010)-相川美代役
- imperfect world（2010)- イ・ジョンウン役
- 小さな願いのはじまり（2011年）-登美名ちさと役
- 横顔part2〜悲しみの果てに〜（2011年）-いずみ役
- 夏がくれば…2（2011年）-佐々木えり役
- ピエロマジック（2011年）-アユミ役
- 夢魔（2013年）-主演* 鳩野洋子役
- パピーゾンビ（2016年）-修道女役
- ゾンビvs殺人鬼（2016年）-幽霊役
- かえりみち（2017年）-蘭子役
- アイドルスナイパーneo vsパンダスナイパー（2018年）-スタイリスト役
- 悶殺蛇女（2019年）-小泉杏花役
- ストロベリークライム（2020年）-主演* サチコ役

### TV
- 27時間テレビ（2007年 フジテレビ系）
- 長良川情報局（2015年8月 CCN岐阜ケーブルテレビ）
- ナニコレ珍百景（2015年9月9日 テレビ朝日系）
- ゴゴスマ 〜GOGO!Smile!〜（2019年7月30日 TBS系）
- 週間まるわかりニュース（2019年8月3日 NHK）
- 富美沢梅男の逆！逆！（2019年10月1日 フジテレビ）

### 舞台
- DROP式第弐解公演『メーデー、トラベル！』三部作『プレゼント、トラブル！«現在編»』（2019年12月17-23日 オメガ東京）主演 標美咲役

### CM
- フィールズ（2007年）
- JAバンク（2007年）
- イオン（2012年）
- TSSテレビ新広島「カープを球場に応援に行こう」（2015年）

### ラジオ、インターネット番組
- k-station movie（2015年10月-2020年3月 ニコ生チャンネルからAbemaTV fresh!に移行)レギュラーMC
- ゆる〜くアドラー心理学！「早期回想を読み解く」（2020.07.15)
- 昭和サブカル打ち上げTV（2021〜 YouTube)レギュラー
- 林寛子のラブリーアイランド（2021年12月 八王子エフエム)

・葉月の催眠ちゃんねる！(2023年5月、6月 YouTube)
・エキテンチャンネル (2023年 YouTube)レポーター

### イベント、モデル
- 横浜開港記念みなと祭 国際仮装行列　横浜高島屋モデル（2007年）
- 青山PeLOTON サロンモデル（2013年）
- 岐阜柳ヶ瀬お化け屋敷 恐怖の細道（2015〜2019年）口裂けいずみ役
- ハクビ京都きものクイーンコンテスト 本選出場（2017年）
- 上野恩賜公園 うえの桜フェスタ 着物ショーモデル（2017年3月31日）
- 渋谷さくらまつり 着物モデル （2017年4月1日 渋谷桜ヶ丘）
- 新宿シネマ＆バルweek 浴衣モデル （2017年7月28日 新宿中央公園）
- ヒロインアクションまつりin東京 （2018年9月22日 space emo池袋）MC
- HOT PEPPERヘアモデル
- プロ野球観戦デートアレンジ【UNIgirlBeautyARrange】 ヘアアレンジモデル
- 『笑いの泉』（2020年〜 なかの芸能小劇場)MC
- 『肉食ライブ！』（2022年〜 新宿バッシュ！)MC
- TOKYOエンタメSHOW ものまね紅白歌ネタ合戦MC（2022年9月 なかのZEROホール、10月沖縄那覇市文化てんぶす館てんぶすホール)